# Napocheima robiniae
Napocheima robiniae är en fjärilsart som beskrevs av Chu 1979. Napocheima robiniae ingår i släktet Napocheima och familjen mätare. Inga underarter finns listade i Catalogue of Life.